# McCauley Island

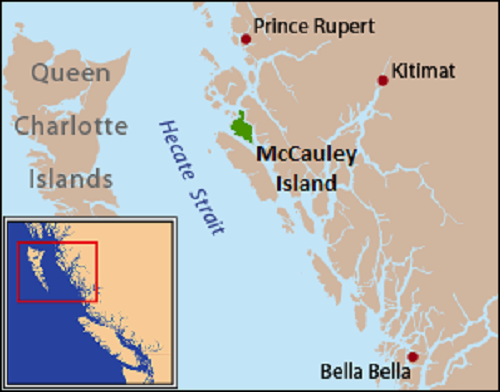
Het eiland in groen

McCauley Island is een eiland in het westen van Brits-Columbia in Canada.

## Geografie
Het eiland heeft een oppervlakte van 275 vierkante kilometer en het hoogste punt ligt op 360 meter boven de zeespiegel. Ten noordwesten van het eiland ligt Spicer Island, ten noorden Porcher Island, ten oosten Pitt Island en ten zuiden Banks Island. Ten noordwesten van het eiland ligt het Ogden Channel en de Beaver Passage, ten oosten het Petrel Channel, ten zuiden het Principe Channel en ten westen de Hecate Strait.
Het eiland is grotendeels onbewoond; er is alleen een reservaat (Keswar nr. 16) van de Gitxaała-natie aan de westkust van het eiland.
De wateren rond het eiland liggen in de mariene ecoregio Noord-Amerikaans Pacifisch Fjordland.